# Ewa Kubasiewicz-Houée

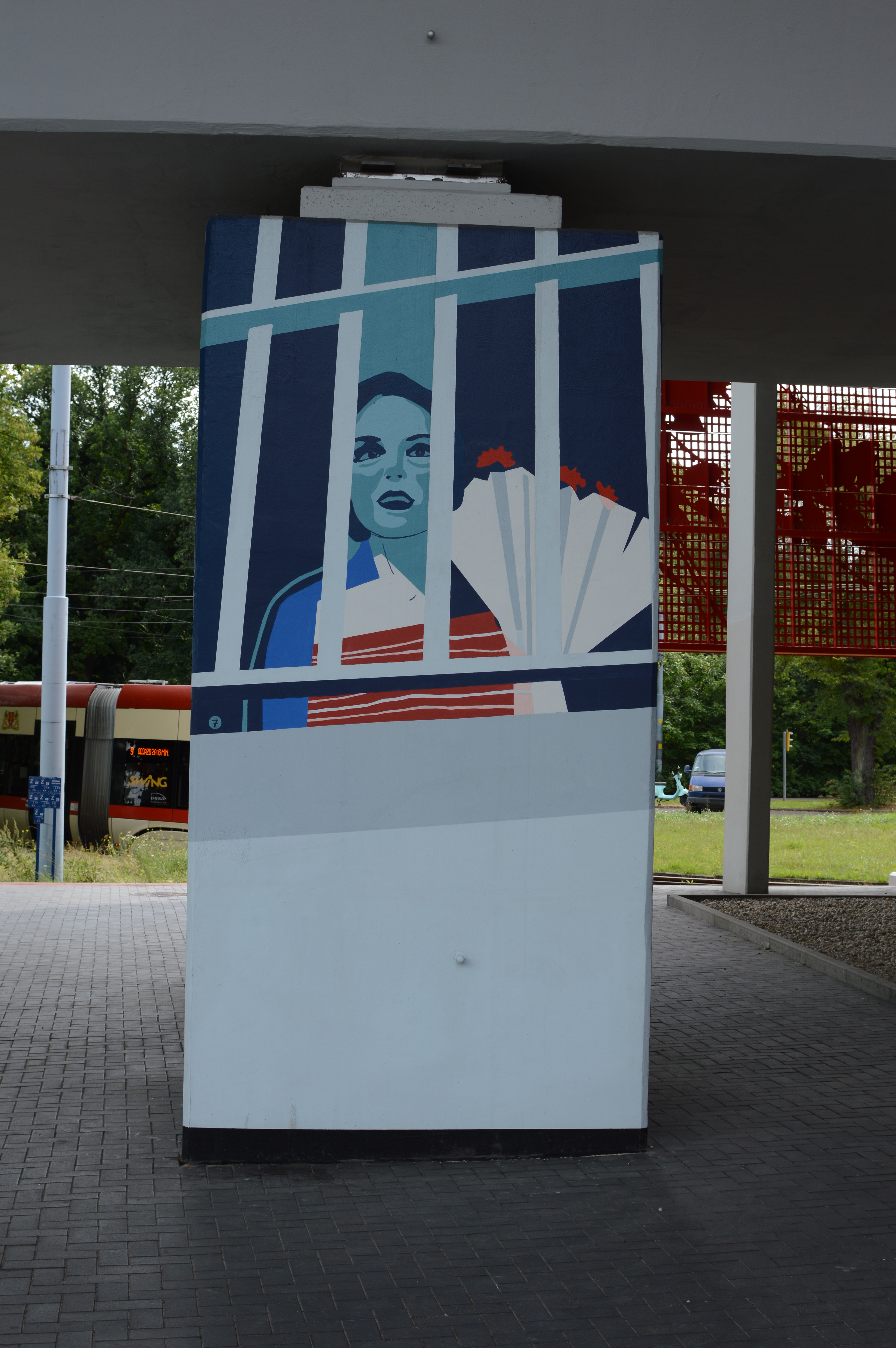
Wizerunek Ewy Kubasiewicz-Houée na muralu „Kobiety Wolności” w Gdańsku

Ewa Kubasiewicz-Houée (ur. 21 lipca 1940 w Poznaniu) – polska polonistka, bibliotekarka, działaczka opozycji w PRL.

## Życiorys
W 1969 ukończyła filologię polską na Uniwersytecie Gdańskim, a w 1976 – tamże studia podyplomowe z zakresu bibliotekoznawstwa. Od 1969 do 1982 pracowała jako kierowniczka Działu Gromadzenia i Opracowania Zbiorów w Bibliotece Głównej Wyższej Szkoły Morskiej w Gdyni. Od 1976 zajmowała w tej bibliotece także stanowisko dyplomowanego kustosza.
Współpracowała z Wolnymi Związkami Zawodowymi. W 1980 została wiceprzewodniczącą Komisji Zakładowej NSZZ „Solidarność” w WSM, członkini Międzyzakładowej Komisji Założycielskiej w Gdańsku i gdańskiego Zarządu Regionu, z którego odeszła po konflikcie z Lechem Wałęsą w listopadzie 1981.
W czasie stanu wojennego, 14–16 grudnia 1981 uczestniczyła w strajku okupacyjnym w WSM. Aresztowana 20 grudnia 1981. W lutym 1982 została skazana przez Sąd Marynarki Wojennej w Gdyni na karę 10 lat pozbawienia wolności za rozpowszechnianie ulotki nawołującej do czynnego oporu przeciwko stanowi wojennemu (prokurator żądał niższej kary – 9 lat). Została zwolniona na mocy amnestii w maju 1983. Od 1983 była współpracowniczką Solidarności Walczącej założonej przez Kornela Morawieckiego. Współorganizowała oddział trójmiejski tej organizacji. W 1984 na zaproszenie Amnesty International wyjechała na cztery miesiące do Francji. W latach 1986–1988 pracowała w Bibliotece Centralnego Muzeum Morskiego w Gdańsku.
Od 1988 przebywa na emigracji we Francji. Emisariuszka Solidarności Walczącej na Zachodzie. Od 1988 do 1992 pracowała w Bibliotece Polskiej w Paryżu. W 1992 została zatrudniona w Wydziale Spraw Międzynarodowych Rady Generalnej departamentu Cotes d’Armor w Bretanii. Jest autorką wspomnień autobiograficznych.

## Odznaczenia i upamiętnienia
W 2007, za wybitne zasługi w działalności na rzecz przemian demokratycznych w Polsce, za osiągnięcia w podejmowanej z pożytkiem dla kraju pracy zawodowej i społecznej, została odznaczona przez prezydenta Lecha Kaczyńskiego Krzyżem Komandorskim Orderu Odrodzenia Polski. W 2010 otrzymała Krzyż Solidarności Walczącej.
Ewa Kubasiewicz-Houée była jedną z osób, których wizerunek znalazł się w 2019 na muralu „Kobiety Wolności” na stacji PKM Strzyża w Gdańsku.

## Rodzina
Pochodzi z rodziny o tradycjach patriotycznych i niepodległościowych. Jej ojciec był więziony przez NKWD. Bracia: Ryszard i Andrzej byli zaangażowani w działalność antykomunistyczną. Ryszard zmarł na zawał serca we wrześniu 1980, Andrzej został zamordowany w czerwcu w 1988 roku przez Służbę Bezpieczeństwa. Syn Ewy Kubasiewicz Marek Czachor, z wykształcenia fizyk, także był działaczem Solidarności Walczącej.

## Publikacje książkowe
- Bez prawa powrotu, Wyd. Lena, Wrocław 2005, ISBN 83-918847-4-0.
- De l’Est à l’ouest: itineraire d’une femme engagée, Wyd. Lena,Wroclaw 2005, ISBN 978-2-9530576-0-7.
- Bretania Tajemnicza, W krainie Celtów i Templariuszy, Wyd. Lena,Wrocław 2012, ISBN 978-83-935330-3-9.
- Przypomnij mi zapach chleba, Wyd. Lena,Wrocław 2014, ISBN 978-83-64195-06-8.
- Miejsca święte, miejsca przeklęte. Tajemnice Południowej Francji, Wyd. Lena, Wrocław 2014, ISBN 978-83-641-95-44-0.
- Normandia romantyczna. Kraina korsarzy i genialnych artystów, Wyd. Lena, Wrocław 2021, ISBN 978-83-64195-50-1.
- Krótka opowieść o honorze i śmierci, Wyd. Lena, Wrocław 2019, ISBN 978-83-64195-48-8.
- W okowach zła, Wyd. Lena, Wrocław 2024, ISBN 978-83-64195-53-2.

Tłumaczenia
- José Bové, François Dufour, Świat nie jest towarem, Wyd. Andromeda, Gdańsk, 2002, ISBN 83-86048-18-2.